# Maurice Ravidat
Maurice Ravidat, né le 7 décembre 1874 à Paris 1er et mort le 11 janvier 1904 à Paris 16e, est un joueur de rugby à XV et un athlète français, spécialiste du 110 m haies.

## Biographie
Maurice Ravidat est le fils de Joseph Ravidat, représentant de commerce, et de Henriette Maillet.
Il remporte en 1892 le titre de Champion de France du 110 m haies.
Célibataire et docteur en droit, il vit chez ses parents domiciliés rue de Bellefond.
Publiciste, il est aussi rédacteur à La Vie au grand air, Femina, Musica...
Il est mort à l'âge de 29 ans et enterré au cimetière du Père-Lachaise.

## Carrière

### Athlétisme
- Championnats de France d'athlétisme :
  - vainqueur du 110 m haies en 1892

### Rugby à XV
Joueur du Racing club de France, il participe à la première et seconde finale du Championnat de France.
• Champion de France (1)
• 1892
• Finaliste de France (1)
• 1893